# Nirvana
Nirvana – amerykański zespół grunge’owy, założony przez wokalistę i gitarzystę Kurta Cobaina i basistę Krista Novoselica w Aberdeen w 1987 roku. Zespół w ciągu siedmiu lat swojej działalności zatrudniał kilku perkusistów (najdłużej w zespole grał Dave Grohl, który dołączył do grupy w 1990 roku).
Nirvana zdobyła ogólnoświatową sławę po wydaniu albumu Nevermind oraz pierwszego singla promującego płytę, „Smells Like Teen Spirit” (1991) oraz stała się jednym z prekursorów podgatunku muzyki rockowej, grunge. Inne grupy pochodzące ze Seattle również odegrały dużą rolę na scenie rockowej w latach 80. i 90., Pearl Jam, Alice in Chains i Soundgarden. Dzięki działalności tych zespołów grunge i rock alternatywny stały się najczęściej nadawanymi przez stacje radiowe gatunkami muzycznymi na początku lat 90. Wokalista zespołu, Kurt Cobain, zyskał miano „przedstawiciela nowego pokolenia”, zaś Nirvana stała się jednym z niewielu zespołów kojarzonych z Generacją X. Wobec medialnego zamieszania Cobain skupił się w pełni na muzyce zespołu, gdyż uważał, iż wizja artystyczna oraz przekaz zespołu zostały źle zinterpretowane przez odbiorców.
Zespół został rozwiązany po śmierci Cobaina w 1994, ale popularność Nirvany po tym wydarzeniu jeszcze bardziej wzrosła. W 2002 wydano nieukończone przez zespół demo „You Know You’re Right”, które okazało się międzynarodowym hitem i uplasowało się na szczytach list przebojów. Do marca 2009 zespół sprzedał ponad 75 milionów albumów.

## Początki
Cobain i Novoselic poznali się w 1985. Obaj byli fanami zespołu Melvins, uczyli się akordów do utworów tej grupy oraz uczęszczali na jej koncerty. Po kilku nieudanych próbach założenia własnego zespołu, Cobain i Novoselic połączyli siły z perkusistą Aaronem Burckhardem, tworząc pierwsze wcielenie grupy, która w wyniku wielu późniejszych zmian nazwy stała się ostatecznie Nirvaną. W późniejszych wywiadach Cobain określił wczesną muzykę zespołu jako „mieszankę Gang of Four i Scratch Acid”. Po kilku miesiącach Burckhard rozstał się z kapelą, jego miejsce zajął Dale Crover z Melvins, z którym Nirvana nagrała swoje pierwsze dema. Po odejściu Crovera perkusistą został Dave Foster.
W pierwszych miesiącach istnienia zespołu jego nazwa zmieniła się kilkakrotnie (m.in. Skid Row, Pen Cap Chew i Ted Ed Fred). Nazwa Nirvana pojawiła się w 1988, co Cobain wyjaśniał: „chciałem nazwę ładną i zgrabną, nieprzypominającą jakiejś obleśnej punk-rockowej grupy w rodzaju Angry Samoans”. Po raz pierwszy pod nową nazwą zespół zagrał w marcu 1988, a niedługo potem przyjął kolejnego perkusistę, Chada Channinga.
Pierwszym oficjalnym nagraniem Nirvany był singel „Love Buzz/Big Cheese”, wydany w 1988 za pośrednictwem niezależnej wytwórni Sub Pop. Rok później zespół wydał pierwszy album studyjny, Bleach. Producentem nagrania został Jack Endino, który we wczesnym okresie istnienia formacji pomógł w realizacji kilku dem ich autorstwa. Bleach był w wysokim stopniu zainspirowany twórczością Melvins, Pixies i Black Sabbath. W wywiadzie dla Rolling Stone z 2001 Novoselic przyznał, że zespół w czasie trasy koncertowej słuchał płyty, która „po jednej stronie miała utwór The Smithereens, zaś po drugiej piosenkę zespołu Celtic Frost. To prawdopodobnie z tej mieszanki zaczerpnęliśmy inspirację”. Bleach stał się ulubionym albumem prowincjonalnych rozgłośni radiowych, znacząco różnił się jednak od dwóch następnych wydawnictw grupy.
Koszty nagrania albumu w wysokości 606 dolarów i 17 centów opłacił Jason Everman. Everman, przedstawiony Cobainowi przez Dylana Carlsona, zaoferował pomoc finansową w kwestiach opłat za sesje nagraniowe i trasy koncertowe. Pomimo tego, że Everman nie zagrał na żadnym utworze umieszczonym na Bleach, został zapisany jako czynny gitarzysta grupy, by, jak to ujął Novoselic, „przywiązać go do zespołu i sprawić, by zaczął się z nim utożsamiać”. Po zakończeniu nagrań do albumu, Everman stał się oficjalnym drugim gitarzystą Nirvany, jednak został wyrzucony z zespołu po zakończeniu amerykańskiego etapu trasy koncertowej promującej Bleach.

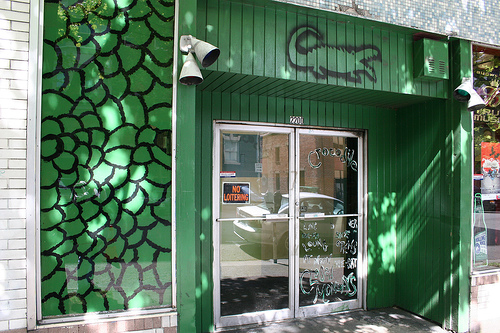
Crocodile Cafe – jeden z pierwszych klubów, w których grała Nirvana

W wywiadzie udzielonym pod koniec 1989, Cobain powiedział: „Pierwsze piosenki były pełne furii (...) Z biegiem czasu jednak stawały się coraz bardziej i bardziej popowe, w miarę jak ja czułem się coraz bardziej i bardziej szczęśliwy. Teraz opowiadają o konfliktach w związkach, uczuciach do innych ludzi”. W kwietniu 1990 Nirvana rozpoczęła współpracę z producentem Butchem Vigiem i rozpoczęła nagrania do drugiego albumu studyjnego w Smart Studios w Madison. Novoselic i Cobain nie ukrywali, że są rozczarowani grą Channinga na perkusji, a ten z kolei był sfrustrowany faktem, że koledzy nie pozwalają mu wziąć udziału w pisaniu utworów. Tuż po zakończeniu nagrań do albumu, Channing odszedł z grupy. Po kilku tygodniach, w czasie których tymczasowym perkusistą był ponownie Dale Crover, do Nirvany dołączył dotychczasowy muzyk zespołu Mudhoney, Dan Peters. Peters nagrał z zespołem jedynie utwór „Sliver”. Kilka tygodni później Buzz Osborne zapoznał Cobaina i Novoselica z Dave’em Grohlem, który szukał nowego zespołu po rozwiązaniu Scream. Kilka dni po przyjeździe do Seattle Grohl został przesłuchany przez Cobaina i Novoselica. Basista Nirvany powiedział po latach w jednym z wywiadów: „Po dwóch minutach wiedzieliśmy, że to jest właściwy perkusista”.

## Przełomowy sukces zespołu
Po nagłym zerwaniu kontraktu z Sub Pop, Nirvana zaczęła szukać wytwórni płytowej, która miała wydać drugi album zespołu. Za sprawą namów (m.in. ze strony Kim Gordon) grupa podpisała kontrakt z DGC Records w 1990. Zespół rozpoczął nagrania do pierwszego albumu wydanego w 1991 roku za pośrednictwem oficjalnej wytwórni muzycznej, Nevermind. Producentem albumu wybrany został Butch Vig. Jako studio nagraniowe grupa wybrała Sound City Studios w Van Nuys, Los Angeles. Przez dwa miesiące zespół pracował nad utworami ze swojego repertuaru, które miały się znaleźć na nowym albumie. Niektóre, jak „In Bloom” i „Breed”, były gotowe od lat, podczas gdy inne, w tym „On a Plain” i „Stay Away” jeszcze w połowie sesji nagraniowej miały spore braki. Po zakończeniu sesji Nirvana i Vig przystąpili do miksowania albumu, ale rezultaty uznano za niesatysfakcjonujące. Ostatecznego miksowania utworów dokonał producent albumów zespołu Slayer, Andy Wallace. Po wydaniu albumu członkowie zespołu nie byli zadowoleni, jak powiedział Grohl, z „gładkiego brzmienia Nevermind”.
DGC Records pierwotnie zakładała sprzedaż Nevermind w nakładzie 250 000 egzemplarzy (poziom taki osiągnął, wydany również za pośrednictwem tej wytwórni, album Goo grupy Sonic Youth). Wydaniu płyty towarzyszyły szeroko zakrojone działania promocyjne, budżet całej kampanii reklamowej wyniósł pół miliona dolarów. Pierwszy singel z albumu, „Smells Like Teen Spirit”, zyskał natychmiast popularność, po części dzięki intensywnemu nadawaniu towarzyszącego mu teledysku na antenie telewizji MTV. W trakcie europejskiego etapu trasy promującej album (1991) zespół zdał sobie sprawę z przeludnienia panującego na koncertach, ciągłej obecności ekip telewizyjnych na scenie oraz z faktu, że „Smells Like Teen Spirit” był emitowany niemal bez przerwy w radiu i muzycznej telewizji. W grudniu 1991 album sprzedawał się w nakładzie 400 000 egzemplarzy tygodniowo (na terenie USA). 11 stycznia 1992 osiągnął 1. pozycję na liście Billboard 200, zastępując na niej dzieło Michaela Jacksona, Dangerous. Album osiągnął również 1. miejsca na listach przebojów w kilku państwach na całym świecie. Pod koniec stycznia 1992 magazyn Billboard napisał: „Nirvana jest zespołem, który ma obecnie wszystko: szacunek krytyków, poważanie i zaufanie wytwórni, władzę w rozgłośniach radiowych oraz porządne alternatywne podstawy”.
W lutym 1992 Cobain poślubił liderkę zespołu Hole, Courtney Love. W sierpniu tego samego roku na świat przyszło dziecko tej pary, Frances Bean Cobain. Z powodu zmęczenia Nirvana nie zdecydowała się na rozpoczęcie kolejnej trasy koncertowej po Stanach Zjednoczonych – zespół zagrał jedynie kilka kameralnych występów jesienią 1992. Kilka dni po narodzinach córki Cobaina Nirvana zagrała jeden ze swoich najsłynniejszych koncertów – na Reading Festival. Nawiązując do plotek na temat domniemanego słabego stanu zdrowia Cobaina i możliwości rozwiązania zespołu, wokalista dla żartu wjechał na scenę na wózku inwalidzkim, następnie wstał i razem z resztą zespołu wykonał porywający show.
Niecałe dwa tygodnie później Nirvana wystąpiła na rozdaniu MTV Video Music Awards. W czasie prób do występu Cobain podał, że zespół ma zamiar zagrać niepublikowany wcześniej utwór – „Rape Me”. Dyrektorzy MTV byli zaszokowani próbnym wykonaniem i, jak podaje Amy Finnerty, byli przekonani, że utwór opowiada o nich samych. Stacja nalegała, by zespół nie zagrał utworu, grożąc usunięciem występu grupy i jej teledysków z planu antenowego. Po długiej dyskusji zdecydowano, ze Nirvana zagra „Lithium”, swój najnowszy singel. Tuż po rozpoczęciu koncertu, Cobain nagle zmienił rytm i zaśpiewał dwie pierwsze linijki „Rape Me”, po czym przeszedł do „Lithium”. Pod koniec utworu, sfrustrowany niedziałającym wzmacniaczem Novoselic wyrzucił do góry swoją gitarę, która spadając uderzyła go w głowę. Oszołomiony basista z trudem zszedł ze sceny. W czasie gdy Cobain niszczył pozostały sprzęt, Grohl podbiegł do mikrofonu i zaczął krzyczeć w kierunku widowni „Cześć Axl”, co odnosiło się do siedzącego na widowni Axla Rose, wokalisty Guns N’ Roses, z którym zespół i Courtney Love mieli incydent przed występem.

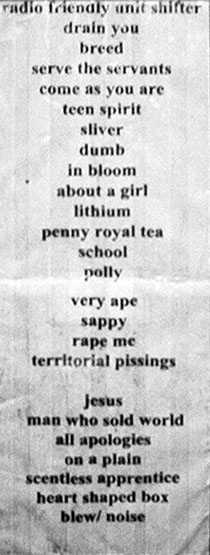
Typowy program dla ostatniej trasy Nirvany w Europie w 1994 roku

W grudniu 1992 Nirvana wydała Incesticide, kolekcję utworów ze stron B singli i innych niewykorzystanych na poprzednich albumach studyjnych nagrań. Część z nich pojawiło się wcześniej w postaci bootlegów sprzedawanych na czarnym rynku. Incesticide zawierał też utwory umieszczone wcześniej na minialbumach i singlach zespołu (m.in. „Sliver” i „Dive”), a także materiał skomponowany na potrzeby BBC („Been a Son”, „Aneurysm”) oraz covery utworów grup The Vaselines i Devo.

## In Utero
Do współpracy nad In Utero grupa zatrudniła Steve’a Albini, mającego na swoim koncie album Surfer Rosa zespołu Pixies z 1988. Nevermind przyciągnął widownię niemającą wiele wspólnego z rockiem alternatywnym, Nirvaną ani z jej muzycznymi protoplastami – zespół chciał, by Albini zawarł na albumie „szorstkie, ciężkie brzmienie”. Jeden z utworów na In Utero, zawierający wiele pisków i hałasu, został ironicznie nazwany „Radio Friendly Unit Shifter” (co w slangu wytwórni muzycznych oznacza „album idealny” – nagranie sprzedające się w dużym nakładzie oraz często nadawane w radiu). Pomimo tego, Cobain w jednym z wywiadów powiedział, że dźwięk uzyskany przez zespół z Albinim był takim, jaki zawsze chciał uzyskać. Proces nagrywania i produkcji był stosunkowo szybki – album został nagrany i zmiksowany w ciągu dwóch tygodni za sumę 25 tys. dolarów w Pachyderm Studios w Cannon Falls.
Kilka tygodni po zakończeniu sesji nagraniowych gazety Chicago Tribune i Newsweek napisały, jakoby według DGC Records album był „niemożliwy do wydania”. W rezultacie większość fanów zespołu zaczęło wierzyć, że żądania wytwórni mogą ograniczyć kreatywność zespołu. Choć okazało się, że pogłoski były fałszywe, zespół ujawnił w jednym z wywiadów, że jest niezadowolony z poziomu zmiksowania albumu – Cobain uważał, że głośność partii basowych była zbyt niska, a „Heart-Shaped Box” i „All Apologies” nie brzmiały „perfekcyjnie”. Do pomocy przy remiksowaniu tych dwóch utworów zaangażowano Scotta Litta, długoletniego producenta R.E.M., zaś Cobain dodał więcej ścieżek instrumentalnych i wokal wspierający.
In Utero zadebiutował na pierwszym miejscu listy Billboard 200 we wrześniu 1993. Christopher John Farley, dziennikarz gazety Time, napisał w recenzji albumu: „Mimo obaw części fanów alternatywnego rocka, Nirvana nie zbliżyła się do mainstreamu, to raczej nowy album zbliży mainstream do Nirvany”. Album okazał się komercyjnym sukcesem, choć nie aż takim, jak Nevermind. Jesienią tego samego roku Nirvana udała się w pierwszą od dwóch lat dużą trasę koncertową po Stanach Zjednoczonych. Na czas trasy drugim gitarzystą został Pat Smear z punkrockowego zespołu The Germs.

## Ostatnie miesiące i śmierć Cobaina
W listopadzie 1993 Nirvana wystąpiła w MTV Unplugged. Zespół zrezygnował ze swoich najbardziej rozpoznawalnych utworów i zagrał tylko dwa przeboje, „All Apologies” i „Come as You Are”. Grohl wyjaśnił później: Wiedzieliśmy, że nie chcemy akustycznej wersji „Teen Spirit”. To byłoby strasznie głupie. Program uzupełniono coverami, głównie mało znanych utworów. W wykonaniu trzech utworów gościnnie wzięła udział grupa Meat Puppets. Chociaż podczas prób do występu pojawiło się wiele problemów, producent MTV Unplugged, Alex Coletti, stwierdził, że same nagrania potoczyły się bardzo sprawnie – każdy utwór został zarejestrowany już przy pierwszym podejściu, a całość procesu rejestracji trwała niecałą godzinę, co było nadzwyczajne dla sesji nagraniowych MTV Unplugged. Po wykonaniu ostatniego z zaplanowanych utworów („Where Did You Sleep Last Night”), Coletti próbował przekonać zespół do zagrania bisów: „Kurt powiedział: »Nie przebiję tego ostatniego kawałka« i wtedy dałem spokój. Wiedziałem, że ma rację”. Premiera występu w MTV odbyła się 14 grudnia 1993.
Na początku 1994 roku zespół udał się w trasę koncertową. Tuż po przybyciu do Terminal Eins w Monachium, u Cobaina wykryto zapalenie oskrzeli oraz krtani. Następny występ zespołu został odwołany. 4 marca, w Rzymie, Courtney Love znalazła Cobaina nieprzytomnego w pokoju hotelowym. Wokalista został odwieziony do szpitala. Lekarze stwierdzili, że przyczyną utraty przytomności była reakcja organizmu na połączenie przepisanego Cobainowi leku, Rohypnolu, z alkoholem. Odwołano pozostałą część trasy koncertowej, włącznie z zaplanowanym etapem w Wielkiej Brytanii.
W ciągu następnych tygodni ponownie dał o sobie znać problem uzależnienia Cobaina od heroiny. Wokalista dał się przekonać do terapii odwykowej, jednak po niecałym tygodniu uciekł z ośrodka dla uzależnionych, wsiadł do samolotu i wrócił do domu w Seattle, gdzie 5 kwietnia 1994 zastrzelił się. Wraz ze śmiercią Cobaina przestał istnieć zespół, którego był liderem.

## Dalsze losy członków zespołu
Mimo rozpadu zespołu, jego pozostali przy życiu członkowie nie przerwali swojej aktywności na scenie muzycznej. Krótko po śmierci Cobaina, Grohl nagrał kilka wersji demo utworów, które wkrótce stały się pierwszym albumem Foo Fighters. Zespół ten został głównym projektem Grohla, nagrywając w ciągu następnej dekady kilka odnoszących sukcesy albumów. Oprócz Foo Fighters, Grohl występował gościnnie w kilku innych zespołach (m.in. Tom Petty and the Heartbreakers, Queens of the Stone Age, Tenacious D, Nine Inch Nails, Killing Joke) jako perkusista. Wydał także album Probot z gościnnym udziałem swoich ulubionych wykonawców heavymetalowych.
Novoselic po rozpadzie Nirvany założył zespół Sweet 75. Później wspólnie z Curtem Kirkwoodem z Meat Puppets i Budem Gaughem z Sublime założył Eyes Adrift. Wziął również, razem z Kimem Thayilem z zespołu Soundgarden oraz Jello Biafrą z Dead Kennedys, udział w projekcie No WTO Combo, stanowiącym protest przeciwko szczytowi Światowej Organizacji Handlu (WTO) w 1999. W grudniu 2006 Novoselic wystąpił na kilku koncertach grupy Flipper, zastępując tymczasowo jej basistę, Bruna DeSmartas. Poza działalnością muzyczną, Novoselic zaangażował się też w politykę, zakładając komitet o nazwie JAMPAC, zajmujący się ochroną praw muzyków. W 2004 wydał książkę „O grunge’u i rządzie: naprawmy tę wadliwą demokrację”.

## Późniejsze wydawnictwa
Od momentu śmierci Cobaina zostało wydanych kilka albumów. Pierwszym był MTV Unplugged in New York, stanowiący zapis występu Nirvany w MTV Unplugged i wydany w listopadzie 1994. Dwa tygodnie później w sprzedaży ukazała się kompilacja wideo, zatytułowana Live! Tonight! Sold Out!!. Większa część materiału została skompilowana przez samego Cobaina i dokumentowała trasę koncertową Nevermind. Początkową intencją było wydanie dwupłytowego zestawu, zawierającego zarówno występ w MTV Unplugged, jak i normalny materiał koncertowy, jednak pozostali dwaj członkowie Nirvany nie chcieli angażować się w pracę nad tymi ostatnimi nagraniami tak krótko po tragicznej śmierci kolegi z zespołu. Ostatecznie album koncertowy został wydany dopiero w 1996 pod tytułem From the Muddy Banks of the Wishkah.

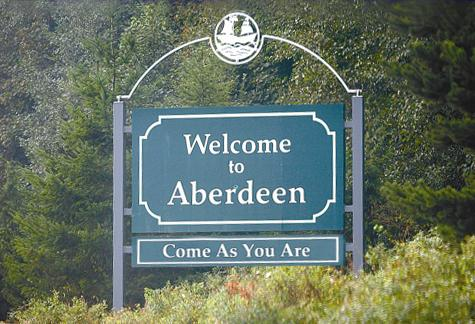
Znak, jaki w 2005 ustawiono przed wjazdem do Aberdeen, rodzinnego miasta Cobaina

W sierpniu 1997 muzyczny serwis internetowy Wall of Sound ogłosił, że Grohl i Novoselic pracują nad zestawem z rzadkimi nagraniami Nirvany. Cztery lata później wytwórnia płytowa, do której należał zespół, podała do publicznej wiadomości, że zestaw jest gotowy i oczekuje na wydanie. Miało to nastąpić dokładnie w dziesiątą rocznicę premiery Nevermind. Jednak Courtney Love wytoczyła sprawę sądową przeciwko Grohlowi i Novoselicowi, oskarżając ich o wykorzystanie wspólnej własności zespołu dla własnych korzyści. Zapoczątkowany w ten sposób konflikt o prawa autorskie po Cobainie trwał ponad rok.
Istotna część sporu dotyczyła pojedynczego, niewydanego jeszcze wtedy utworu „You Know You’re Right”, będącego ostatnim nagraniem studyjnym zespołu. Grohl i Novoselic chcieli wydać go wraz z innymi niepublikowanymi utworami na zestawie, natomiast Love była przekonana o wyjątkowości utworu i uważała, że powinien on zostać umieszczony na kompilacji z największymi przebojami. Sprawa została rozstrzygnięta polubownie, byli członkowie Nirvany zgodzili się na warunki Love, a ona z kolei zobowiązała się dostarczyć kasety demo nagrane przez Cobaina, które miały zostać dołączone do planowanego zestawu. Kompilację, zatytułowaną Nirvana i zawierającą „You Know You’re Right”, wydano 29 października 2002.
Zestaw niepublikowanych wcześniej utworów, który chcieli wydać Grohl i Novoselic, a które Love opisała w wywiadzie udzielonym w 2002 Jimowi DeRogatis, ukazał się w sprzedaży dopiero w listopadzie 2004 pod tytułem With the Lights Out. Oprócz wczesnych wersji demo i nagrań z prób zawierał utwory koncertowe z całego okresu działalności grupy. W 2005 wydano następną kompilację, Sliver: The Best of the Box, złożoną w większości (19 utworów) z materiału z With the Lights Out, a także trzy niewydane wcześniej utwory demo. Jeden z nich to „Spank Thru” w wykonaniu zespołu Fecal Matter z 1985.
W 2006 Love ogłosiła, że sprzeda 25 proc. swojego udziału w katalogu utworów Nirvany za 50 mln dolarów. Prawa zostały zakupione przez firmę Primary Wave Music, założoną przez Larry’ego Mestela, byłego dyrektora generalnego Virgin Records.
W tym samym roku wydano Live! Tonight! Sold Out!! w wersji DVD, zaś w 2007 ukazała się pełna, nieskrócona wersja MTV Unplugged in New York (również na DVD).
W 2009 roku wydano DVD zatytułowane Live at Reading, zawierające nagranie z koncertu grupy na festiwalu w Reading w 1992 roku.

## Muzycy

### Ostatni skład
- Kurt Cobain – śpiew, gitara (1987–1994)
- Krist Novoselic – gitara basowa (1987–1994)
- Dave Grohl – perkusja, wokal wspierający (1990–1994)

### Byli członkowie
- Aaron Burckhard – perkusja (1987–1988)
- Dale Crover – perkusja (1988, 1990)
- Dave Foster – perkusja (1988)
- Chad Channing – perkusja (1988–1990)
- Jason Everman – gitara (1989)
- Dan Peters – perkusja (1990)

### Muzycy koncertowi
- John Duncan - gitara (1993)
- Pat Smear – gitara, wokal wspierający (1993–1994)
- Lori Goldston – wiolonczela (1993–1994)
- Melora Creager – wiolonczela (1994)

## Dyskografia

### Albumy
- 1989: Bleach
- 1991: Nevermind
- 1993: In Utero

## Wideografia
- 1992: 1991: The Year Punk Broke (VHS)
- 1994: Live! Tonight! Sold Out!! (VHS)
- 1997: Hype! (VHS)
- 2004: With the Lights Out (DVD)
- 2005: Classic Albums: Nirvana – Nevermind (DVD)
- 2006:  Live! Tonight! Sold Out!! (DVD)
- 2007: MTV Unplugged in New York (DVD)
- 2009: Live at Reading (DVD)
- 2011: Live at the Paramount (DVD)
- 2013: Live & Loud (DVD)